# Język kadazan dusun
Język kadazan dusun (kadazan-dusun, kadazandusun) – język austronezyjski ze stanu Sabah w Malezji, używany przez społeczności Kadazan i Dusun. Według danych z 2010 roku posługuje się nim 264 tys. osób.
Jest zróżnicowany wewnętrznie. W edukacji wykorzystywane są dialekty bundu i liwan. Kadazan dusun występuje w mediach lokalnych. Rozwinął piśmiennictwo na bazie alfabetu łacińskiego.